# Notářská zkouška
Notářská zkouška je odborná profesní zkouška zaměřená na posouzení předpokladů uchazeče k výkonu činnosti notáře. V České republice se konají dvakrát ročně a organizuje je Notářská komora České republiky.

## Přihláška ke zkoušce
K notářské zkoušce se může přihlásit každý, kdo splňuje tyto podmínky:
- státní občanství České republiky
- plná svéprávnost
- úplné vysokoškolské vzdělání na právnické fakultě vysoké školy se sídlem v České republice
- bezúhonnost
- pracovní poměr u notáře
- alespoň tříletá notářská praxe

Tyto podmínky je nutné splnit ke dni podání přihlášky a nikoli až ke dni, kdy se koná zkouška. Pro zkoušky, které se konají v 1. pololetí daného roku je tedy nutné splnit podmínky k 31. lednu daného roku a pro zkoušky ve druhém pololetí k 30. červnu daného roku.

## Zkušební komise
Pětičlenná zkušební komise se skládá z předsedy, který je jmenován z řad notářů, a dalších členů, mezi nimiž jsou kromě notářů také členové z řad soudců (jmenovaných po dohodě s předsedou Nejvyššího soudu České republiky) a zaměstnanců Ministerstva spravedlnosti České republiky (jmenovaných po dohodě s ministrem spravedlnosti).
Jako předsedové zkušebních komisí působí v současné době například JUDr. Martin Šešina a JUDr. Karel Wawerka. Z řad soudců se práce zkušební komise účastní JUDr. Roman Fiala, předseda senátu Nejvyššího soudu České republiky pro věci pracovní, dědické a katastrální.

## Průběh zkoušky
Notářská zkouška se skládá z písemné a ústní části, z nichž každá se koná v jiném dni.
Písemná část zkoušky je neveřejná a spočívá v samostatném vypracování nástinu tří listin z činnosti notáře, z toho nejméně v jednom případě se musí jednat o notářský zápis a nejméně v jednom případě o listinu týkající se činnosti notáře jako soudního komisaře. Zpravidla se jedná o dva notářské zápisy, z toho jeden v obchodní věci (nebo jeden notářský zápis a jednu notářskou úschovu) a jedno usnesení o dědictví se souvisejícími listinami (protokol o jednání apod.). Písemná část zkoušky trvá osm hodin.
Ústní část zkoušky je již veřejná a je zaměřena na:
- úroveň znalostí zkoušeného o právní úpravě v těchto oblastech:
  - notářský řád, vnitřní předpisy Notářské komory České republiky a právní předpisy upravující odměnu notáře
  - občanské právo hmotné a procesní a insolvenční řízení
  - obchodní právo včetně právní úpravy cenných papírů a práva směnečného a šekového
  - ústavní právo
  - rodinné právo
  - správní právo
  - mezinárodní právo soukromé a procesní
  - pracovní právo
- schopnost zkoušeného interpretovat právní předpisy a prakticky je aplikovat v konkrétní věci
- úroveň ústního projevu zkoušeného

## Výsledek zkoušky
Notářská zkouška se hodnotí těmito stupni: prospěl výtečně, prospěl, neprospěl. Úspěšný absolvent obdrží osvědčení o složení zkoušky, neúspěšný ji pak může opakovat, maximálně však dvakrát. Opakování je možné až po jednom roce od neúspěšného pokusu o složení zkoušky.
V případě tří neúspěšných pokusů o absolvování, tedy hodnocení 3x neprospěl, je nutné opakovat celou tříletou notářskou praxi znovu, přičemž počítání tříleté lhůty začíná dnem následujícím po druhém neúspěšném opakování zkoušky. Pro podání přihlášky i k opakovánín zkoušky je opět nutné doložit všechny podklady prokazující splnění podmínek, zejm. doklad o délce notářské praxe.

## Nahrazení zkoušky
Za notářskou zkoušku se automaticky považuje i odborná justiční zkouška, soudcovská zkouška, jednotná soudcovská zkouška, jednotná soudcovská a advokátní zkouška, prokurátorská zkouška, odborná závěrečná zkouška právních čekatelů, advokátní zkouška, exekutorská zkouška a profesní zkouška na komerčního právníka.